# Hilarempis fratercula
Hilarempis fratercula är en tvåvingeart som beskrevs av Smith 1969. Hilarempis fratercula ingår i släktet Hilarempis och familjen dansflugor. Inga underarter finns listade i Catalogue of Life.